# Marvin Wijks
Marvin Wijks (Paramaribo, Surinam, 11 de mayo de 1984-27 de febrero de 2025) fue un futbolista neerlandés de Surinam que jugó en la posición de extremo.

## Carrera

### Club
| Periodo   | Club                     | Apariciones | Goles |
| --------- | ------------------------ | ----------- | ----- |
| 2005-2006 | Sparta Rotterdam         | 1           | 0     |
| 2006-2010 | HFC Haarlem              | 105         | 16    |
| 2010-2011 | 1. FC Magdeburg          | 28          | 1     |
| 2011-2012 | VfB Germania Halberstadt | 29          | 5     |
| 2012-2013 | FC Emmen                 | 31          | 4     |
| 2013-2017 | Rijnsburgse Boys         | 105         | 18    |
| 2017-2018 | VVSB                     | 7           | 0     |

### Selección nacional
Estuvo en las selecciones menores de Países Bajos desde la categoría sub-15 hasta la categoría sub-19, donde acumuló 21 partidos a nivel de selección menor y anotó un gol.

## Muerte
Marvin Wijks murió el 27 de febrero de 2025 a la edad de 40 años a causa de una hemorragia cerebral como consecuencia de un aneurisma.